# 頼まれてないけど、一旦会議しましょう
『頼まれてないけど、一旦会議しましょう』（たのまれてないけど、いったんかいぎしましょう）は、2016年から毎日放送（MBS）にて放送されている日本のディベートバラエティ番組。

## 放送日時
| 回数  | 放送日         | 放送時間（JST）     | 補足               |
| ----- | -------------- | ------------------- | ------------------ |
| 第1回 | 2016年4月30日  | 土曜日 0:50 - 1:50  |                    |
| 第2回 | 2017年2月11日  | 土曜日 0:20 - 1:20  |                    |
| 第3回 | 2017年12月18日 | 月曜日 23:56 - 0:55 | 初の全国ネット化。 |
| 第4回 | 2018年5月5日   | 土曜日 0:20 - 1:20  |                    |

## 出演者

### 会議リーダー
- 大竹一樹（さまぁ〜ず）

### 進行
- 赤江珠緒

### 会議出席者
第1回
- 堀潤
- 蛭子能収
- 峯岸みなみ（AKB48）
- 小峠英二（バイきんぐ）

第2回
- 博多大吉（博多華丸・大吉）
- 蛭子能収
- 古市憲寿
- 小宮浩信（三四郎）
- 滝沢カレン
- かじがや卓哉

第3回
- 斎藤工
- 岡副麻希
- 中岡創一 (ロッチ)
- 堀口ミイナ
- 小峠英二 (バイきんぐ)

第4回
- 蛭子能収
- 岡副麻希
- 堀口ミイナ
- 小峠英二 (バイきんぐ)

## ネット局
第1回（2016年4月30日）
| 放送対象地域 | 放送局          | 系列    | 放送日時                   | 遅れ日数 |
| ------------ | --------------- | ------- | -------------------------- | -------- |
| 近畿広域圏   | 毎日放送（MBS） | TBS系列 | 2016年4月30日 00:50 - 1:50 | 制作局   |

第2回（2017年2月11日）
| 放送対象地域 | 放送局          | 系列    | 放送日時                  | 遅れ日数 |
| ------------ | --------------- | ------- | ------------------------- | -------- |
| 近畿広域圏   | 毎日放送（MBS） | TBS系列 | 2017年2月11日 0:20 - 1:20 | 制作局   |

第3回（2017年12月18日）
| 放送対象地域   | 放送局                    | 系列    | 放送時間                     | 備考       |
| -------------- | ------------------------- | ------- | ---------------------------- | ---------- |
| 近畿広域圏     | 毎日放送（MBS）           | TBS系列 | 2017年12月18日 23:56 - 0 :55 | 制作局     |
| 北海道         | 北海道放送（HBC）         | TBS系列 | 2017年12月18日 23:56 - 0 :55 | 同時ネット |
| 青森県         | 青森テレビ（ATV）         | TBS系列 | 2017年12月18日 23:56 - 0 :55 | 同時ネット |
| 岩手県         | IBC岩手放送（IBC）        | TBS系列 | 2017年12月18日 23:56 - 0 :55 | 同時ネット |
| 宮城県         | 東北放送（TBC）           | TBS系列 | 2017年12月18日 23:56 - 0 :55 | 同時ネット |
| 山形県         | テレビユー山形（TUY）     | TBS系列 | 2017年12月18日 23:56 - 0 :55 | 同時ネット |
| 福島県         | テレビユー福島（TUF）     | TBS系列 | 2017年12月18日 23:56 - 0 :55 | 同時ネット |
| 関東広域圏     | TBSテレビ（TBS）          | TBS系列 | 2017年12月18日 23:56 - 0 :55 | 同時ネット |
| 山梨県         | テレビ山梨（UTY）         | TBS系列 | 2017年12月18日 23:56 - 0 :55 | 同時ネット |
| 長野県         | 信越放送（SBC）           | TBS系列 | 2017年12月18日 23:56 - 0 :55 | 同時ネット |
| 新潟県         | 新潟放送（BSN）           | TBS系列 | 2017年12月18日 23:56 - 0 :55 | 同時ネット |
| 静岡県         | 静岡放送（SBS）           | TBS系列 | 2017年12月18日 23:56 - 0 :55 | 同時ネット |
| 富山県         | チューリップテレビ（TUT） | TBS系列 | 2017年12月18日 23:56 - 0 :55 | 同時ネット |
| 石川県         | 北陸放送（MRO）           | TBS系列 | 2017年12月18日 23:56 - 0 :55 | 同時ネット |
| 中京広域圏     | CBCテレビ（CBC）          | TBS系列 | 2017年12月18日 23:56 - 0 :55 | 同時ネット |
| 鳥取県・島根県 | 山陰放送（BSS）           | TBS系列 | 2017年12月18日 23:56 - 0 :55 | 同時ネット |
| 岡山県・香川県 | 山陽放送（RSK）           | TBS系列 | 2017年12月18日 23:56 - 0 :55 | 同時ネット |
| 広島県         | 中国放送（RCC）           | TBS系列 | 2017年12月18日 23:56 - 0 :55 | 同時ネット |
| 山口県         | テレビ山口（tys）         | TBS系列 | 2017年12月18日 23:56 - 0 :55 | 同時ネット |
| 愛媛県         | あいテレビ（ITV）         | TBS系列 | 2017年12月18日 23:56 - 0 :55 | 同時ネット |
| 高知県         | テレビ高知（KUTV）        | TBS系列 | 2017年12月18日 23:56 - 0 :55 | 同時ネット |
| 福岡県         | RKB毎日放送（RKB）        | TBS系列 | 2017年12月18日 23:56 - 0 :55 | 同時ネット |
| 長崎県         | 長崎放送（NBC）           | TBS系列 | 2017年12月18日 23:56 - 0 :55 | 同時ネット |
| 熊本県         | 熊本放送（RKK）           | TBS系列 | 2017年12月18日 23:56 - 0 :55 | 同時ネット |
| 大分県         | 大分放送（OBS）           | TBS系列 | 2017年12月18日 23:56 - 0 :55 | 同時ネット |
| 宮崎県         | 宮崎放送（MRT）           | TBS系列 | 2017年12月18日 23:56 - 0 :55 | 同時ネット |
| 鹿児島県       | 南日本放送（MBC）         | TBS系列 | 2017年12月18日 23:56 - 0 :55 | 同時ネット |
| 沖縄県         | 琉球放送（RBC）           | TBS系列 | 2017年12月18日 23:56 - 0 :55 | 同時ネット |

第4回（2018年5月5日）
| 放送対象地域 | 放送局          | 系列    | 放送日時                 | 遅れ日数 |
| ------------ | --------------- | ------- | ------------------------ | -------- |
| 近畿広域圏   | 毎日放送（MBS） | TBS系列 | 2018年5月5日 0:20 - 1:20 | 制作局   |

## 主なスタッフ

### 第1回
- 構成：永井孝裕、はしもとこうじ
- CAM：小野塚正直、都原委作
- 音声：勇和幸
- VE：猪股伸晃
- 音響効果：岩下康洋
- TK：伊藤裕子
- CG：渡部佳宣
- イラスト：ODDJOB
- メイク：中村維斗
- リサーチ：神山敏博
- ナレーション：水野悠希
- 編集：斉藤良太
- MA：井坂拓人
- 技術協力：スパイラルビジョン、ヌーベルアージュ
- 宣伝：合田忠弘（MBS）
- スチール：森下里香
- 制作進行：井上章一
- キャスティング：小林有衣子
- 協力プロデューサー：田中文平、鈴木公大、小野悟、武田和之、助谷あずさ
- ディレクター：大野寿之・西本篤史・久保田集（共にイーストエンタテインメント）、双津大津郎（シオプロ）
- 演出：天野雄太（イースト・エンタテインメント）
- 総合演出・プロデュース：佐久間大介（イースト・エンタテインメント）
- チーフプロデューサー：深迫康之・丸山博雄（共にMBS）
- 制作：イースト・エンタテインメント
- 製作著作：MBS

### 第2回
- 構成：永井孝裕、はしもとこうじ
- CAM：小野塚正直、都原委作
- 音声：勇和幸
- VE：中村浩一
- 音響効果：岩下康洋、土井隆昌
- TK：伊藤裕子
- CG：渡部佳宣
- イラスト：ODDJOB
- メイク：中村維斗、中逸あゆみ
- ナレーション：水野悠希
- 編集：新保公英
- MA：岩倉省吾
- テロップデザイン：本間恵美
- 技術協力：スパイラルビジョン、ヌーベルアージュ
- 宣伝：諸冨洋史（MBS）
- スチール：森下里香
- キャスティング：小林有衣子
- 協力プロデューサー：田中文平、朝夷康晴、小野悟、濱崎雄介、助谷あずさ、角南杏坪
- ディレクター：大野寿之（イーストエンタテインメント）
- 演出：天野雄太（イースト・エンタテインメント）
- 総合演出・プロデュース：佐久間大介（イースト・エンタテインメント）
- チーフプロデューサー：深迫康之（MBS）
- 制作：イースト・エンタテインメント
- 製作著作：MBS